# Угол (Сямженский район)
Угол — деревня в Сямженском районе Вологодской области.
Входит в состав Житьёвского сельского поселения, с точки зрения административно-территориального деления — в Житьёвский сельсовет.
Расстояние по автодороге до районного центра Сямжи — 10,5 км, до центра муниципального образования Житьёва — 6,5 км. Ближайшие населённые пункты — Пешковская, Яковлевская, Васильевская, Андреевская.
По данным переписи в 2002 году постоянного населения не было.